# أليكس غريفين
أليكس غريفين (بالإنجليزية: Alex Griffin)‏ هو عازف قيثارة بريطاني، ولد في 29 أغسطس 1971.